# Holbrook (Australie)
Pour les articles homonymes, voir Holbrook.
Holbrook est une ville australienne située dans la zone d'administration locale de Grand Hume, dont elle est le chef-lieu, en Nouvelle-Galles du Sud.

## Géographie
Holbrook est située sur la Hume Highway entre Tarcutta et Albury dans la Riverina au sud de la Nouvelle-Galles du Sud, à 490 km au sud-ouest de Sydney.

## Histoire
Avant l'arrivée des Européens, la région était occupée par le peuple Wiradjuri.
Les explorateurs Hume et Hovell sont les premiers Européens connus pour avoir visité la région en 1824.
Les premières maisons sont construites en 1836 et la localité est appelée Ten Mile Creek. Des colons allemands venus d'Australie-Méridionale s'installent dans la région et la ville prend le nom de Germanton en 1858.
Pendant la Première Guerre mondiale, le nom de la ville apparaît complètement inadapté et le 24 août 1915, elle est rebaptisée Holbrook en l'honneur du lieutenant Norman Douglas Holbrook, le capitaine australien du sous-marin HMS B11 qui avait été décoré de la croix de Victoria.
Après la guerre, la ville réussit à acheter toutes les infrastructures au-dessus de la ligne de flottaison d'un sous-marin démilitarisé, le HMS Otway, analogue à celui du lieutenant Holbrook. L'ensemble est installé dans le parc central de la ville et inauguré les 7 et 8 juin 1997.

## Économie
L'économie de la ville est basée sur la production de laine, de céréales, de luzerne et de bétail. Une scierie a ouvert ses portes en 1998.

## Démographie
La population s'élevait à 1 715 habitants en 2016.